# Horsten (Friedeburg)
Horsten ist eine Ortschaft der Gemeinde Friedeburg im ostfriesischen Landkreis Wittmund. Sie ist mit etwa 2200 Einwohnern auf einer Fläche von 1770 Hektar die zweitgrößte Ortschaft der Gemeinde nach der Ortschaft Friedeburg.

## Geografische Lage
Horsten liegt am Rand des oldenburgisch-ostfriesischen Geestrückens an der Grenze zur Marsch. Es ist die östlichste Ortschaft des Landkreises Wittmund und damit auch Ostfrieslands.

## Geschichte

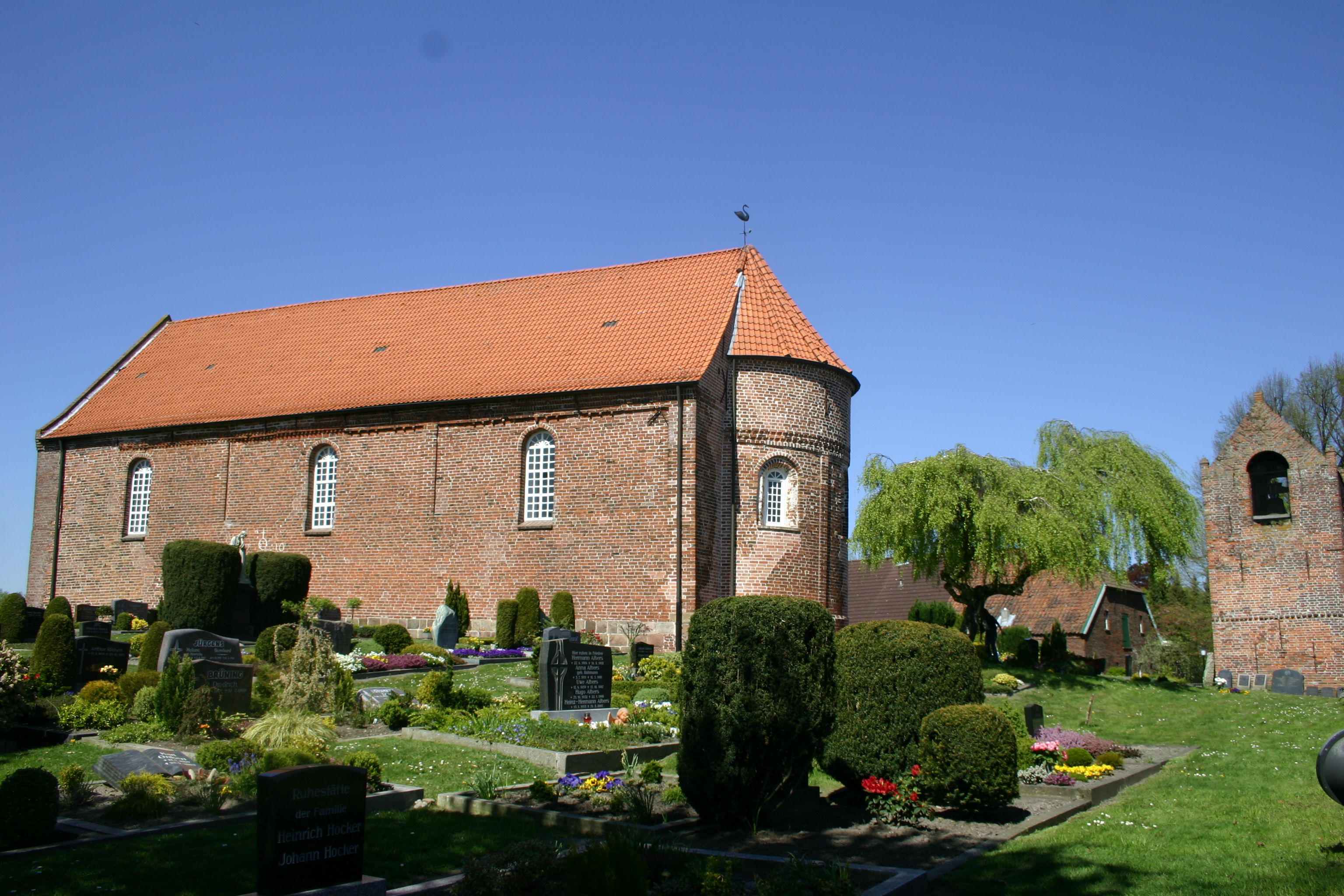
St.-Mauritius-Kirche

Von einer frühen Besiedlung des Orts zeugt der 1963 gefundene Sonnenstein von Horsten, ein Findling mit eingemeißelten Kreisen aus der Bronzezeit.
Erstmals erwähnt wurde Horsten im Jahr 1134. Im 16. Jahrhundert, als das Schwarze Brack seine größte Ausdehnung erreichte, hatte Horsten Zugang zur Nordsee und konnte davon wirtschaftlich profitieren.
Am  1. Juli 1972 schlossen sich zuvor die ehemaligen Gemeinden Abickhafe, Dose, Hoheesche und Reepsholt zur Gemeinde Reepsholt zusammen. Im Zuge der Kommunalreform am  16. August 1972  wurde aus den bisherigen Gemeinden Bentstreek, Etzel, Friedeburg, Hesel, Horsten, Marx, Reepsholt, Wiesede und Wiesedermeer die Gemeinde Friedeburg gebildet.

## Sehenswürdigkeiten
Markante Bauwerke sind die Mauritiuskirche aus dem 13. Jahrhundert und die Holländerwindmühle von 1838. Sie sind wie auch mehrere Gulfhöfe als Baudenkmale ausgewiesen.

## Vereinsleben
- Klootschießer- und Boßelverein „Hoch herut“ Horsten von 1901 e. V.[3]
- Turn- und Sportverein Frischauf Horsten-Etzel e. V.[4]
- Schützenverein Horsten e. V. von 1950[5]
- Bürgerverein Horsten e. V.[6]
- Bürgerinitiative Lebensqualität Horsten/Etzel/Marx e. V.[7]

## Söhne und Töchter
- Tönjes Bley (* 1757 Horster Grashaus; † 1814 in Aurich), ostfriesischer Wasserbauingenieur und Landvermesser
- Horst-Jürgen Lahmann (1935–2024), Jurist, Verwaltungsbeamter und Politiker (FDP)